# Veprinac
Veprinac är en ort i Kroatien. Den ligger i den västra delen av landet, 140 km väster om huvudstaden Zagreb. Veprinac ligger 465 meter över havet och antalet invånare är 857.
Terrängen runt Veprinac är lite bergig. Havet är nära Veprinac åt sydost.  Närmaste större samhälle är Rijeka, 10,5 km öster om Veprinac. 